# Slovakien i olympiska vinterspelen 1994
Slovakien deltog med 42 deltagare vid de olympiska vinterspelen 1994 i Lillehammer. Ingen av landets deltagare erövrade någon medalj.